# 落語小僧
『落語小僧』（らくごこぞう）は、BSフジで2013年4月9日から毎週火曜日23:00 - 23:55に放送され、その後は毎月1～2回のペースで日曜日12:00 - 12:55に放送されていた落語番組。隔週で新作をオンエアしていた。

## 概要
全国各地で開催されている大会や子ども寄席で活躍している、落語が大好きな子供・アマチュア落語家たち。番組では、そんな彼らを“落語小僧”と命名。全国の天才落語少年少女たちによる元気いっぱいの高座を通じて、落語の魅力を伝える。
番組は毎回、“落語小僧”2名と“プロフェッショナル”として人気落語家がゲストで出演。番組前半は“落語小僧”の噺を二席紹介し、後半はゲストの落語家の一席が披露される。“落語小僧”はそれぞれの高座名で出演し、披露される演目は古典でも、子どもならではの視点で大胆にアレンジが施されている。
番組の進行役である“席亭”を務めるのは、大学時代に落語研究会に所属していた落語通の三宅裕司。三宅は高座の前後に演者へインタビューを行うほか、番組の最後にはゲスト落語家とともに収録を終えての感想を語り合う。
番組は公開収録形式。東京・中目黒の小劇場「キンケロ・シアター」にて番組観覧客100名を招待して収録が行われた。番組観覧は番組内や公式サイト、Twitterなどで随時募集していた。

## 出演者
- 三宅裕司 - 席亭
- “落語小僧”
- “プロフェッショナル”

## 放送時間
2013年3月17日（日）21:00 - 21:55に第1回をプレ放送、同年4月9日（火）23:00 - 23:55の再放送より毎週のレギュラー放送を開始。2週ごとに新作を放送（＝翌週は再放送）。
2013年10月5日（土）より、土曜日 17:00 - 17:55に放送。2016年1月1日（祝・金）をもって放送が途絶えており、番組は事実上終了している。

## 放送リスト
カッコ内は出演当時の学年
| 各回 | 初回放送      | 演目                                                                      | 演目                         |
| 各回 | 初回放送      | 落語小僧                                                                  | プロフェッショナル（ゲスト） |
| ---- | ------------- | ------------------------------------------------------------------------- | ---------------------------- |
| 1    | 2013年3月17日 | 秋月亭大誠光（中1） 「ちりとてちん」 桃くい亭ぼんぼり（中3） 「だくだく」 | 春風亭昇太 「力士の春」      |
| 2    | 2013年4月16日 | 小林亭竜之介（小4） 「一目上がり」 桜家尋エモン（中1） 「つる」           | 柳家喬太郎 「擬宝珠」        |
| 3    | 2013年4月30日 | ほおずき亭ぱある（小5） 「正月丁稚」 池田家大吉（中2） 「宿替え」         | 林家彦いち 「熱血怪談部」    |
| 4    | 2013年5月7日  | KOHARU亭けいじろう（小5） 「動物園」 ふえふき亭がちょう（中2） 「孝行糖」 | 立川談笑 「時そば」          |
| 5    | 2013年5月21日 | 日向家ひかる（中3） 「手水廻し」 ちび柿家まんごりら（高1） 「反対俥」     | 古今亭菊之丞 「棒鱈」        |
| 6    | 2013年6月4日  | 国特亭ひだか（中2） 「親子酒」 紅巣亭小まど（小6） 「金明竹」             | 柳家花緑 「野ざらし」        |
| 7    | 2013年6月18日 | 江戸川亭ろくっこ（中2） 「真田小僧」 無敵亭大我（中3） 「寄合酒」         | 桃月庵白酒 「松曳き」        |
| 8    | 2013年7月9日  | 回転寿し好き助（大学3） 「幇間腹」 華乃めろでぃ（大学4） 「蛇含草」       | 春風亭一之輔 「初天神」      |
| 9    | 2013年7月23日 | 六斎亭空念仏（小4） 「道具屋」 中谷春貴（小6） 「転失気」                 | 三遊亭王楽 「鼓ヶ滝」        |

## スタッフ
- ナレーション：斉藤舞子 → “落語小僧”
- 構成：斉藤タカシ
- 撮影：秋谷英雄、小谷野貴樹、都原委作、渡辺一志、小野塚正直
- 音声：岡田昇
- ＶＥ：完梅洋子
- 照明：大場勝
- 編集：鈴木裕樹、堀友季絵、小川翔平（3人共に音響ハウス）
- ＭＡ：川越芳則（音響ハウス）
- 美術：笠松和明（アックス）
- デザイン：高松浩則（アックス）
- ＣＧ：渡部佳宣
- 音響効果：梅本佳夏（メディアハウス）
- ＴＫ：小宮高子
- 協力：アミューズ、スパイラルビジョン、音響ハウス、アックス、メディアハウスサウンドデザイン
- 広報：渡辺裕予 → 井上立樹（BSフジ）
- 編成：立本洋之 → 田平秀雄（BSフジ）
- ＡＤ：橋本千恵
- ＡＰ：板橋敦子 → 伊藤鮎佳（Brain Communications）
- ディレクター：花土昌紀（EAST）
- プロデューサー・ディレクター：今野徹（EAST）
- プロデューサー：梅本満（Brain Communications・元EAST）
- 制作協力：EAST
- 制作著作：BSフジ、Brain Communications